# Austrolimnophila hazelae
Austrolimnophila hazelae är en tvåvingeart som beskrevs av Alexander 1929. Austrolimnophila hazelae ingår i släktet Austrolimnophila och familjen småharkrankar. Inga underarter finns listade i Catalogue of Life.